# 江戸型山車
江戸型山車（えどがただし）とは、古く江戸の山王祭・神田祭を中心とした祭礼において引き回されていた山車のこと。またその様式をもとにして造られた山車のこともいう。

## 解説

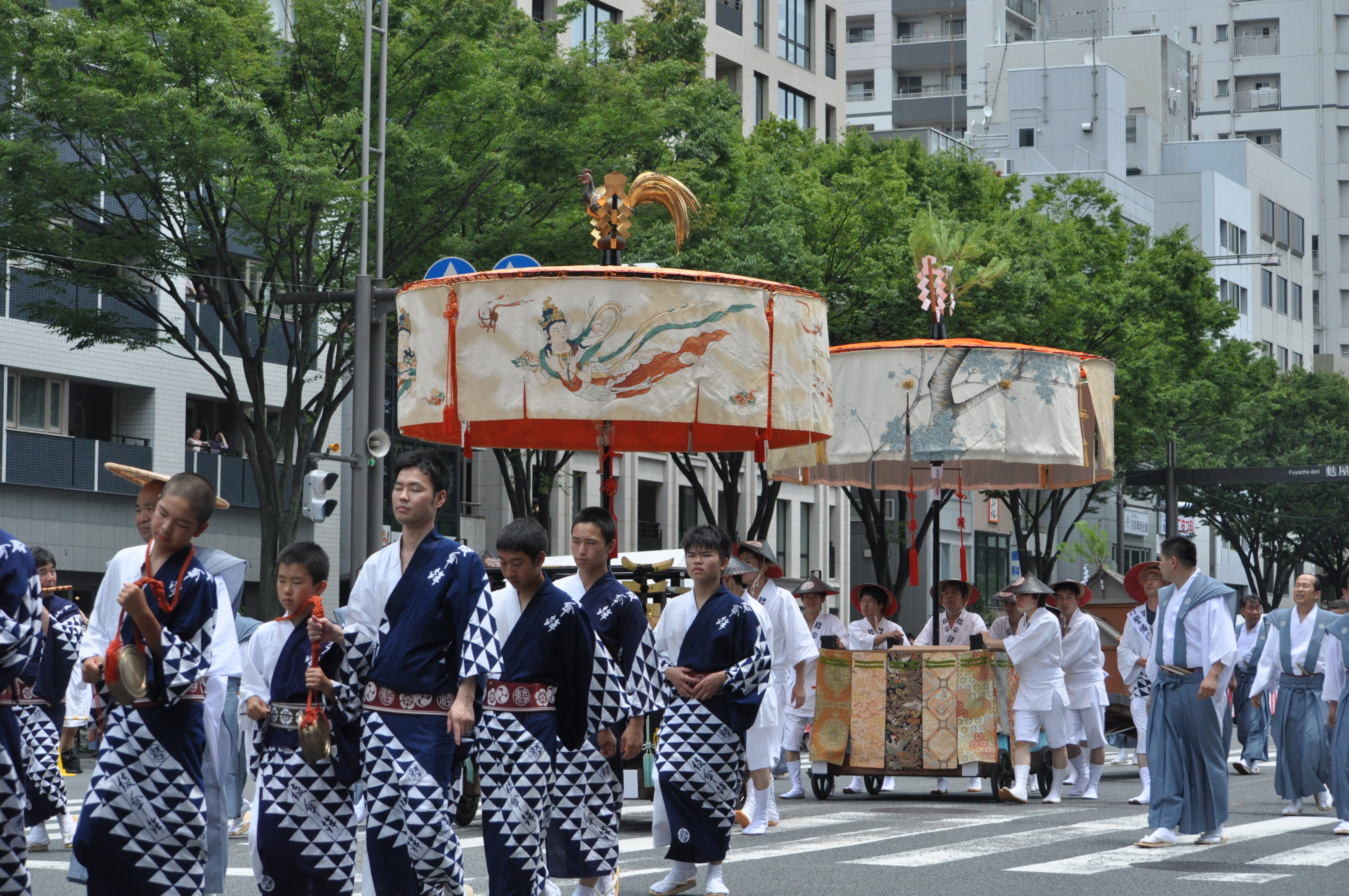
京都祇園祭の傘鉾（綾傘鉾）。傘の周りに幕を垂らし、傘の上には鶏や御幣などの作り物を立てる。江戸の山王祭においても麹町がかつてこの傘鉾（ただし傘を二層にして担ぐ形式）を出しており、江戸型山車の源流の一つといえるものである。

山車の濫觴は大嘗祭で用いられた「標山」であるが、この標山をもとにした作り物に車をつけ祭礼のときに用いたのが京都の祇園祭であったといわれる。その後祇園祭において祭の路次の魔よけとして持ち出されていた鉾が巨大化し、四輪の車をつけて移動させるようにしたのが現在見られる祇園祭の「鉾」であり、標山は「山」となっている。
一方徳川家康が関東に江戸幕府を開き、江戸府内の町や寺社が発展してゆく中で、山王権現（現日枝神社）は家康以来の徳川家の守り神として、また神田明神は江戸の総鎮守とされ、その祭礼の行列（神幸祭）は将軍の上覧を受け天下祭と呼ばれるに至った。渡御する神輿には各氏子町より山車練り物が付き添ったが、初期のころの江戸の山車練り物は京都の祇園祭の影響を色濃く受けていたとみられる。山王権現の氏子である麹町は山王祭に明治に至るまで傘鉾を出していたが、この傘鉾は京都の祇園祭に古くからあり、その影響の名残であるという。やがてそれらの山車の中から吹貫型山車、万度型山車、鉾台型山車と呼ばれる江戸独自のものが現れる。

### 吹貫型山車

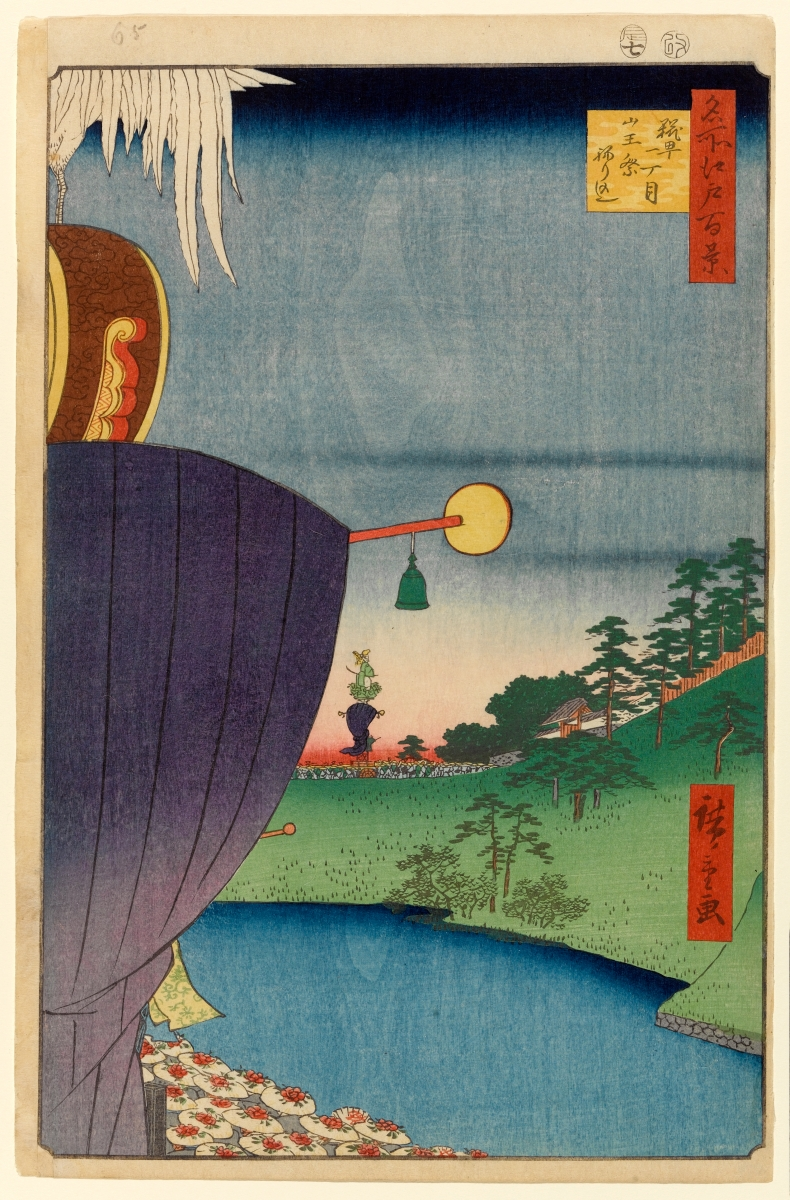
「糀町一丁目山王祭ねり込」　名所江戸百景（歌川広重画）より。糀町（麹町）一丁目近くの半蔵門から江戸城内に入ろうとする山車と、それに付き添う町役人や鳶の者などを描く。画面ほぼ中央、遠のいて見えるのは二番南伝馬町の「幣猿の吹貫の山車」、画面左側に見切れて描かれるのは一番大伝馬町の「諌鼓鶏の吹貫の山車」である。一本柱の上に人形とそれが立つ台を上げ、その下に紺色の吹貫をつけた山車の形がわかる。順番としては大伝馬町のほうが先のはずであるが、山王祭では猿の山車を先にしたといわれており、それをあらわしたものと見られる。

吹貫というのは竹等を曲げて弓のような形にしたものに、曲げた部分に長い布を旗のようにつけ、竿の先につけたもので、要するに旗の一種である。これはほんらい武家の馬印などに使われ、それを祭礼の練り物のひとつにしたものであるが、この吹貫は最初人が手に持って練り歩いたのを、時代が下るにつれて大型化し、人の手を離れて二輪の台車に立てて据え付け、牛に引かせるようにした。これが吹貫型山車である。外観は車の上に一本の柱が立ち、その柱の上のほうに大きな吹貫を付け、柱の先端には人形等の飾り物を置いたもの。
この形式の山車は後に江戸で用いられることはほとんどなくなってしまったが、江戸で古くからある町といわれる大伝馬町と南伝馬町は、明治に至るも同じ内容の吹貫型の山車を山王祭と神田祭の双方に出していた。一番大伝馬町の「諌鼓鶏の吹貫の山車」と二番南伝馬町の「幣猿の吹貫の山車」がそれである（山王祭と神田祭の項参照）。これらは柱の先端に、太鼓の上に乗って羽を広げた鶏、また烏帽子狩衣姿の御幣を持った猿が飾られるというものであった。なおこれらふたつの町は山王・神田のいずれの祭礼においても山車行列の先頭を行くことが決まりとなっていた。また両祭礼に出す吹貫の山車は全く同じものというわけではなく、大伝馬町の「諌鼓鶏の吹貫の山車」は山王祭では茶色の羽の鶏、神田祭では白い羽の鶏にしたものを出し、南伝馬町の「幣猿の吹貫の山車」においても、山王祭での猿は銀の烏帽子を被って銀紙の御幣を持ったが、神田祭では金の烏帽子で金紙の御幣を持ったという。

### 万度型山車
これは寛政ごろにあらわれた山車といわれ、二輪の車の上に立てられた柱に下から布を垂らした傘、その上に万度（まんど）と称する箱型のもの、その上に石台と呼ばれる岩を模した円盤状の張子、さらにその上に人形や造花等を飾るというもの。造花を飾ることが多かったので花山車（はなだし）とも呼ばれた。
万度というのは太神楽で使われたもので、棒の先に「百万度」と書かれた箱を付けさらにその先には御幣がついており、これでお祓いを受けると寺社に百万度お参りした事になったというものである。その万度を大きくし重量を持たせ様々の飾りを付けて手に持った「手持ち万度」というものが最初に現れた。これを当時の町の力自慢の若者たちがひとりで持って祭礼で練り歩いたという。ところがこの手持ち万度は風紀上問題ありとして幕府より禁じられてしまう。ならば一人以上で持つならいいだろうと、万度の柱の下に台と担ぎ棒をつけ、神輿のように担いで練り歩いた担ぎ万度という物が現れたが、まもなく担ぐのをやめ万度を二輪の台車の上に乗せ、やはり牛で引かせるようにした。これが万度型山車の起りである。ただしこの山車は古くは万度の下にある傘のほうが注目されて笠鉾（傘鉾）の山車と呼ばれていたようである。また万度から上の飾りだけで傘の付いていない山車もあった。
静岡県掛川市の遠州横須賀三熊野神社大祭で曳き廻される「禰里」(ねり)と呼ばれる山車は、この万度型山車とほぼ同一の形態である。秩父夜祭に引き出される笠鉾は、万度型山車を発展させたものである。

### 鉾台型山車

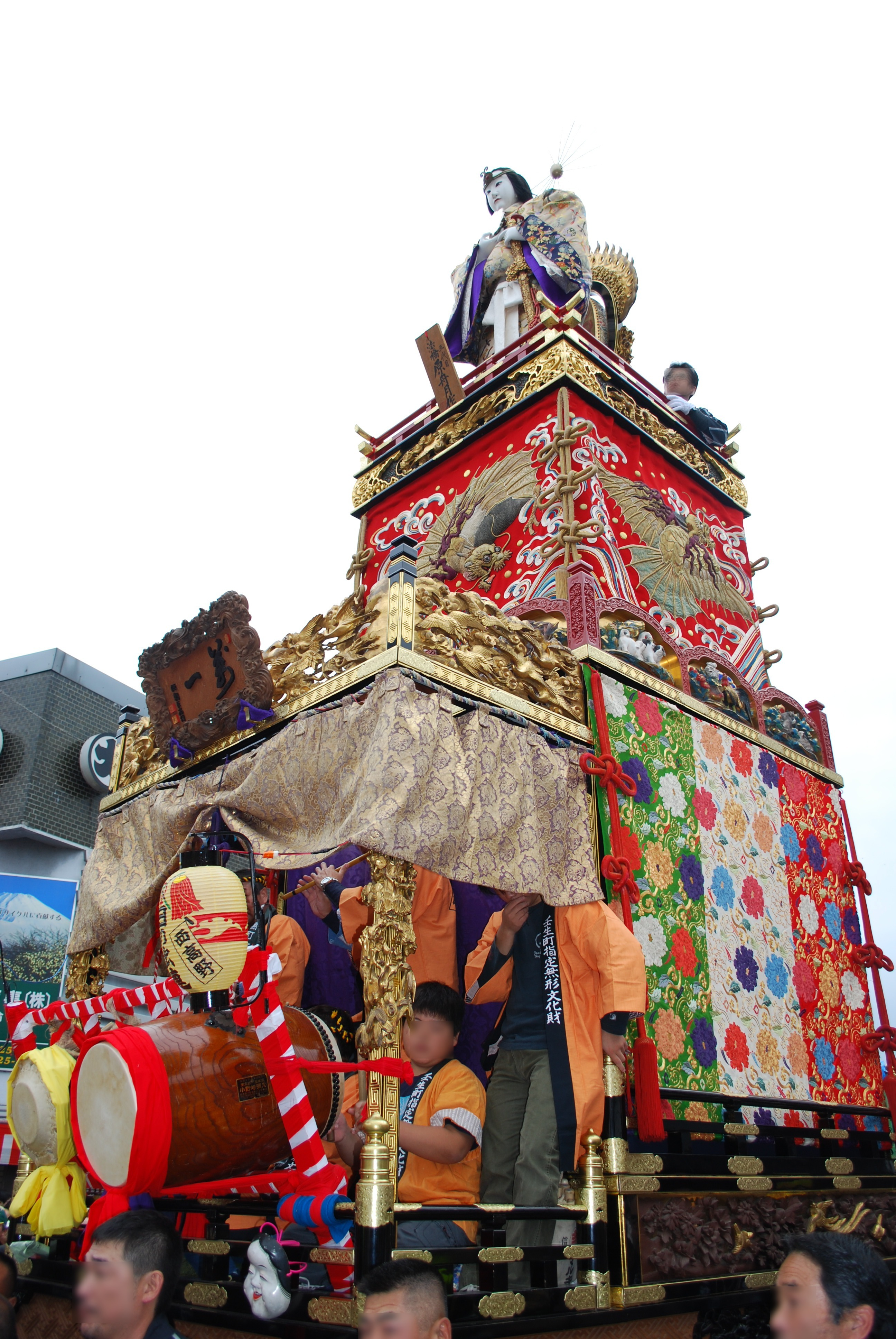
とちぎ秋まつりの鉾台型山車（万町一丁目）。頂上に人形を置き、周囲を幕で飾る。彫刻なども美麗のものである。見られるように前方に囃子方が乗り、山車を引き回しながら神楽囃子を奏でる。

これは江戸型山車と呼ばれるものの中ではもっとも知られ、現在も関東各地の祭礼で見ることの出来るものである。鉾台というのは柱の先に正方形の台を乗せ、その台の四辺にぐるりと幕を垂らし、柱が幕に隠されて布で出来た四角い箱のように見えるもので、この鉾台を二輪の台車に乗せ、台の上には人形等を飾った。
山王祭・神田祭では、神幸祭の進路に江戸各所にある江戸城の城門を潜らなければならなかったが、山車は城門の扉よりも高かった。上にあげた吹貫型山車・万度型山車は色々の飾りを付けた柱を斜め後ろに倒す仕掛けを作って低くし、城門を潜ったが、鉾台型山車の場合は本来鉾台の中心を貫いていた柱を取り去り、代わりに入れ子式に作った立方体の大きな木枠を綱や滑車を使った仕掛けでもって上下にスライドさせて門を潜った。木枠のまわりには美麗の幕を張り、その中心には人形等の飾りを据え、ともに上下させるようにした。すなわちその外観は台車の上に二つの箱を重ね、さらにその上に人形を置いた塔のような形に見える。
江戸型山車についてはほかにも種類があったが、明治に至るまで山王祭と神田祭で引き回されていたのは以上の三種類である。鉾台型山車は東京以外の関東各地の祭礼に伝播し、現在では川越祭などで引き出されている。ただし江戸型山車はほんらい牛に曳かせる二輪の台車の構造であるが、現在では牛を用意して使うことが困難なことから、その多くが人の手で曳く四輪の台車となっている。

## 江戸型山車のその後
江戸時代においては山王祭・神田祭で盛んに引き回され、「祭の花」ともいわれた江戸型山車であったが、明治以降過酷な運命をたどることになる。
そもそも山車を引き回すことは多額の費用がかかり、山車だけ造ればよいというものではない。江戸では山車を曳くのは牛と決まっており、その牛を雇うのに費用が要る。また山車を組み立てその山車を置く山車小屋を建て、引き回すときにはその警護にもあたる鳶職への手間賃、さらにほかに山車練り物に付き従う町役人等の衣服なども用意しなければならない。また山車が傷んだら修理もせねばならず、全体に傷みが激しい場合は全て作り直しということにもなるが、火事によって山車を失うことも度々あった。当時鉾台型の山車1本造るのにおよそ400両から500両ほどの費用が掛ったという。そして付祭（つけまつり）という山車以外の練り物もあり、祭礼には山車練り物以外にも出費がある。これら全てを各町の中でまかなわければならなかった。江戸では「三厄」といって町役人がつねに頭を悩ませる問題が三つあり、ひとつは水道の維持管理、二つには火事、そして三つにはこの祭礼の費用を捻出することであった。
幕末から明治となり、江戸が東京に変わって人々の暮しが落ち着きを取り戻すと、山王祭と神田祭も江戸の昔に変わらぬ賑わいを見せていたかに思われたが、東京の各市街に電線の敷設が行なわれるようになると、それよりも背の高い江戸型山車は電線に阻まれて道を通りづらくなった。これにより各町では次第に山車の曳行をとりやめ、山車の人形だけを各町のお神酒所に飾るようになっていった。しかし電線などの問題もあったことは間違いないが、それよりも上で述べたような山車をめぐる少なからぬ諸費用について、各氏子町が頭を悩ませ、もてあましたことのほうが大きかったのではないかといわれる。それでも何かの祝典の折などにはいくつかの山車が引き出されることもあったが、関東大震災や戦災により、山王・神田の山車に関わるもののほとんどは東京から消滅し、ごく一部の例外を除いてはその後再び造られることはなかったのである。

## ギャラリー

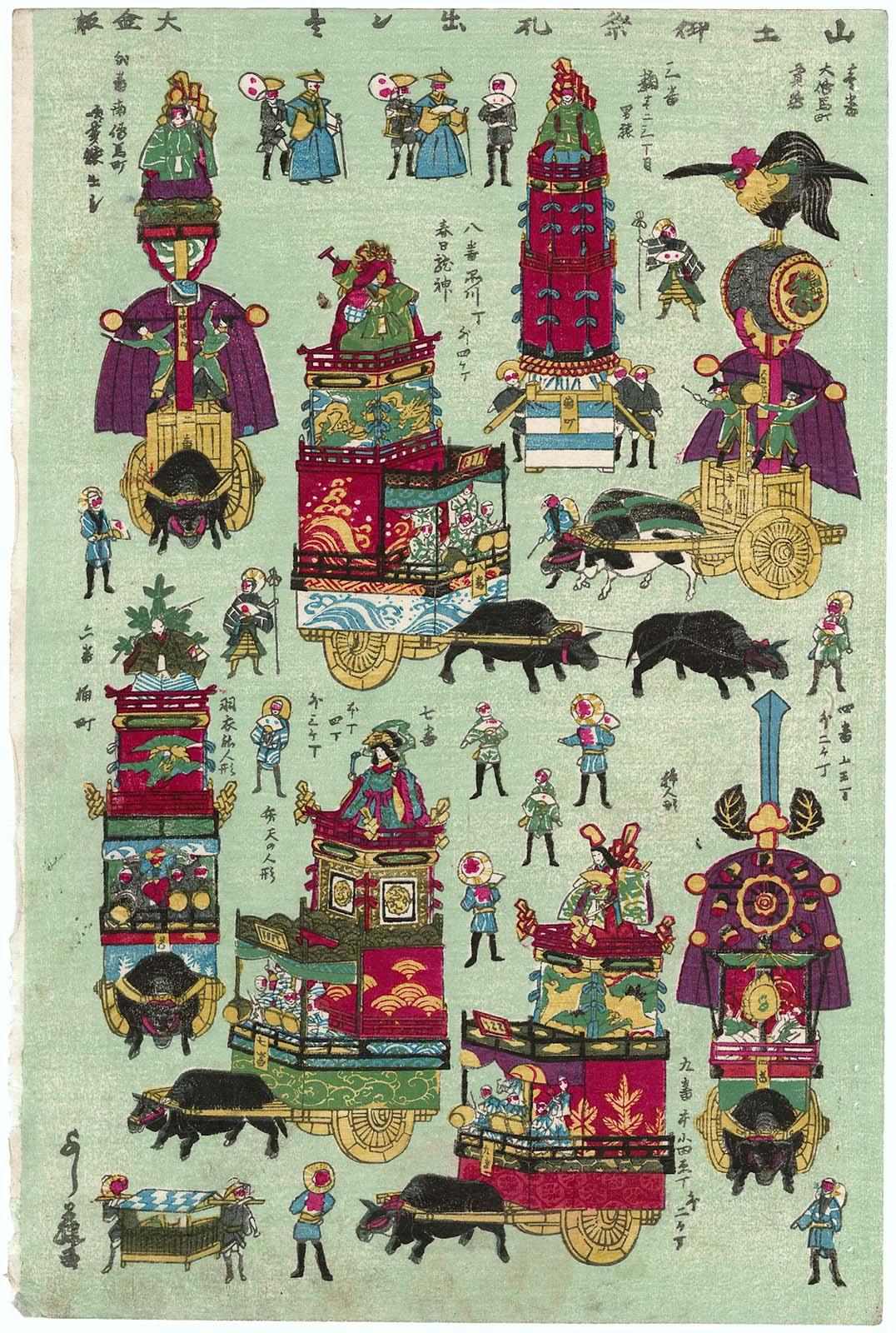
「山王御祭礼山シ尽」　山王祭一番から九番までの山車を描く。三番麹町の傘鉾が担ぐ造りになっている。歌川芳藤画。
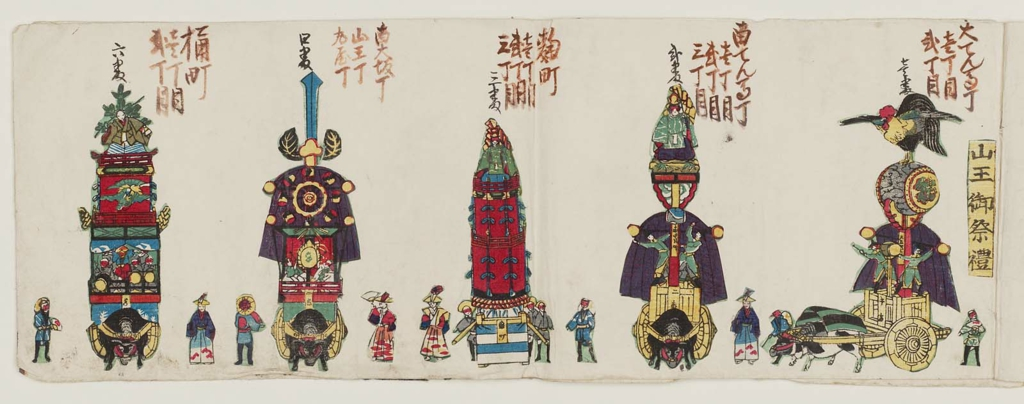
「山王御祭禮」　山王祭の山車を描いた画帖。一番から六番まで。芳藤画。
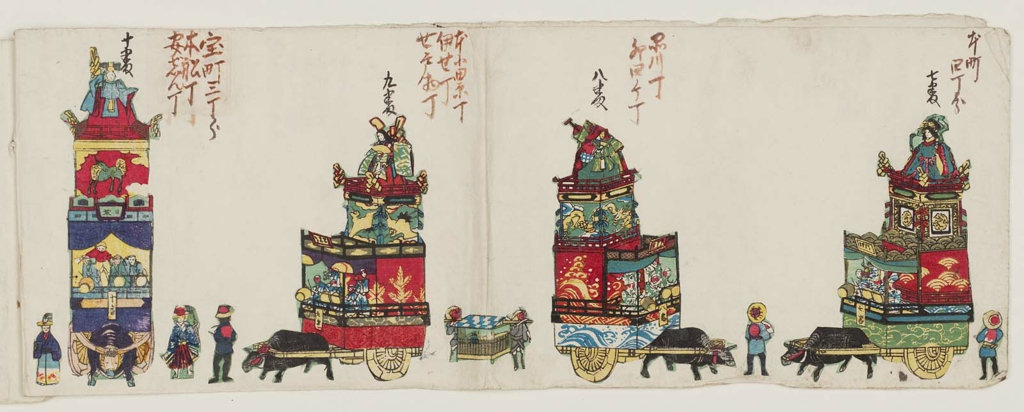
「山王御祭禮」　山王祭七番から十番まで。芳藤画。
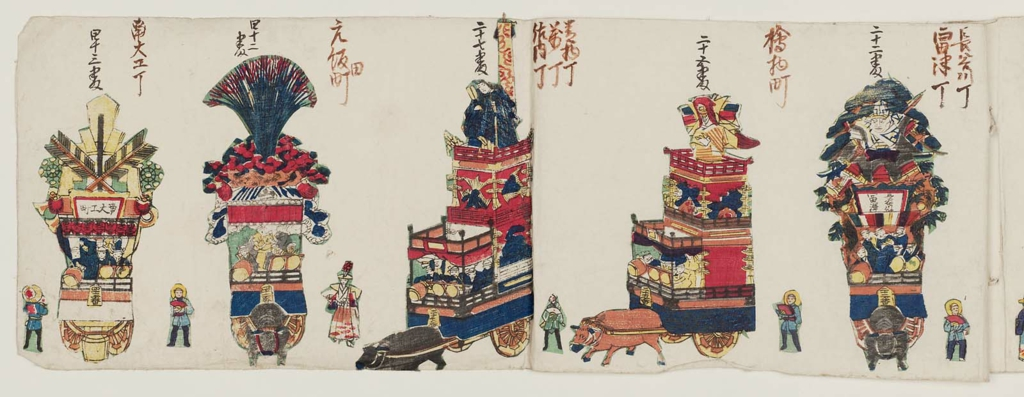
「山王御祭禮」　山王祭二十二番、二十五番、二十七番、四十二番、四十三番。芳藤画。
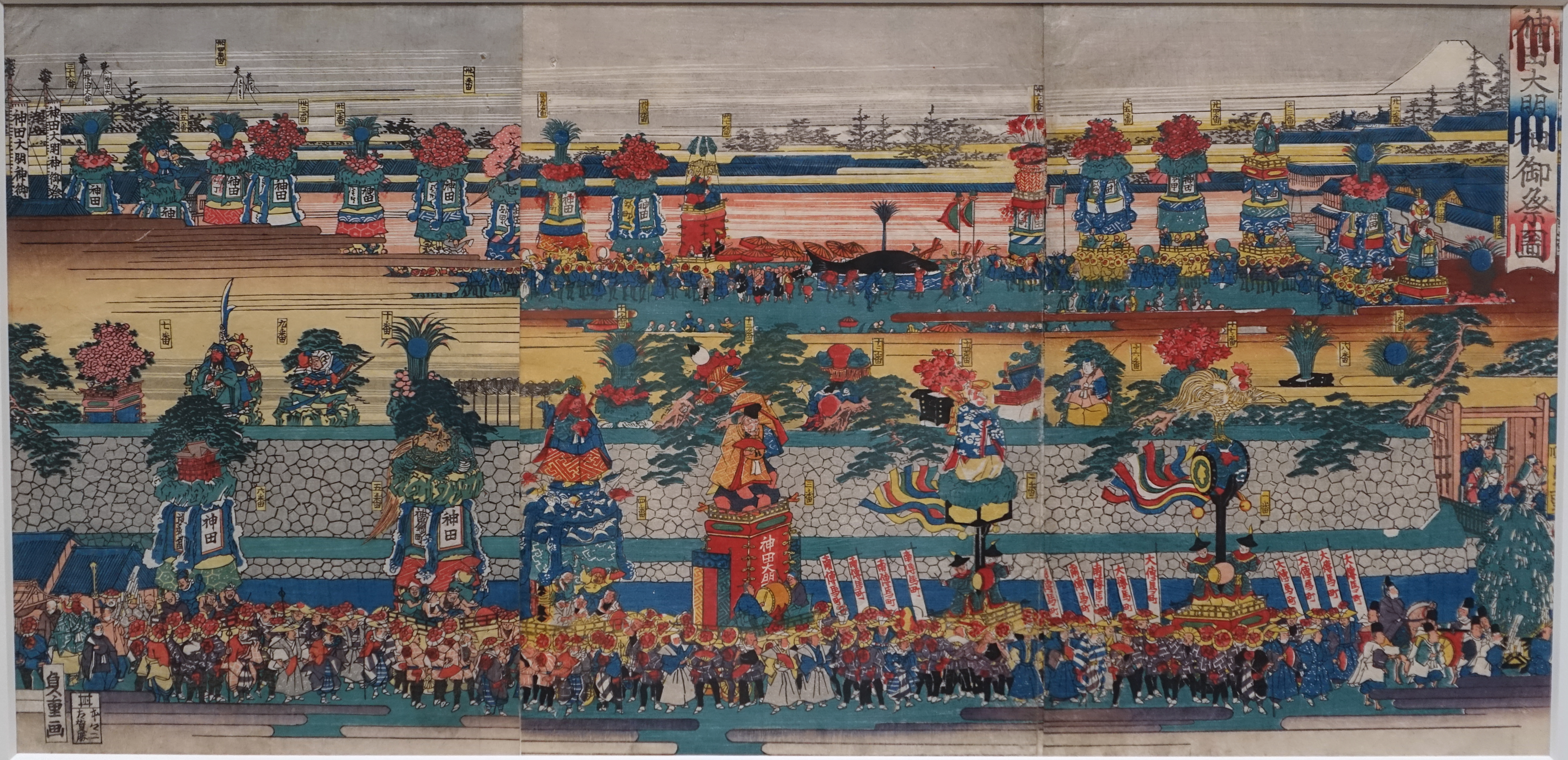
「神田大明神御祭図」　神田祭の山車行列。絵の右下隅、先頭の大榊と騎馬の神職の後に一番大伝馬町の諫鼓鳥、二番南伝馬町の幣猿など各町の山車が続く。歌川貞重画。
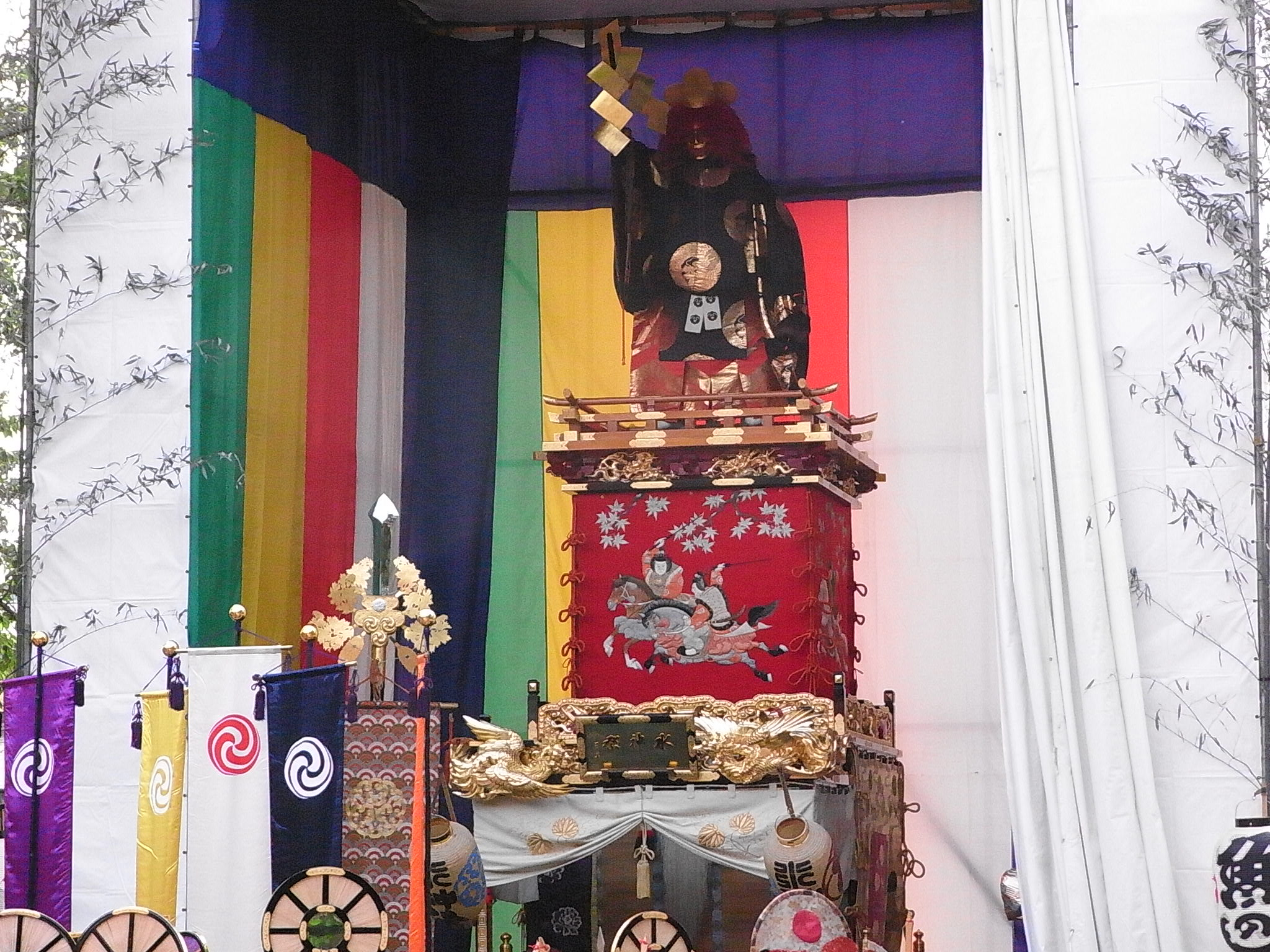
神田祭、鉾台型山車（2009年5月9日撮影）。かつて山王祭に出されていた「加茂能人形」の山車。関東大震災で焼失したのを昭和30年（1955年）代に復元製作された[1]。
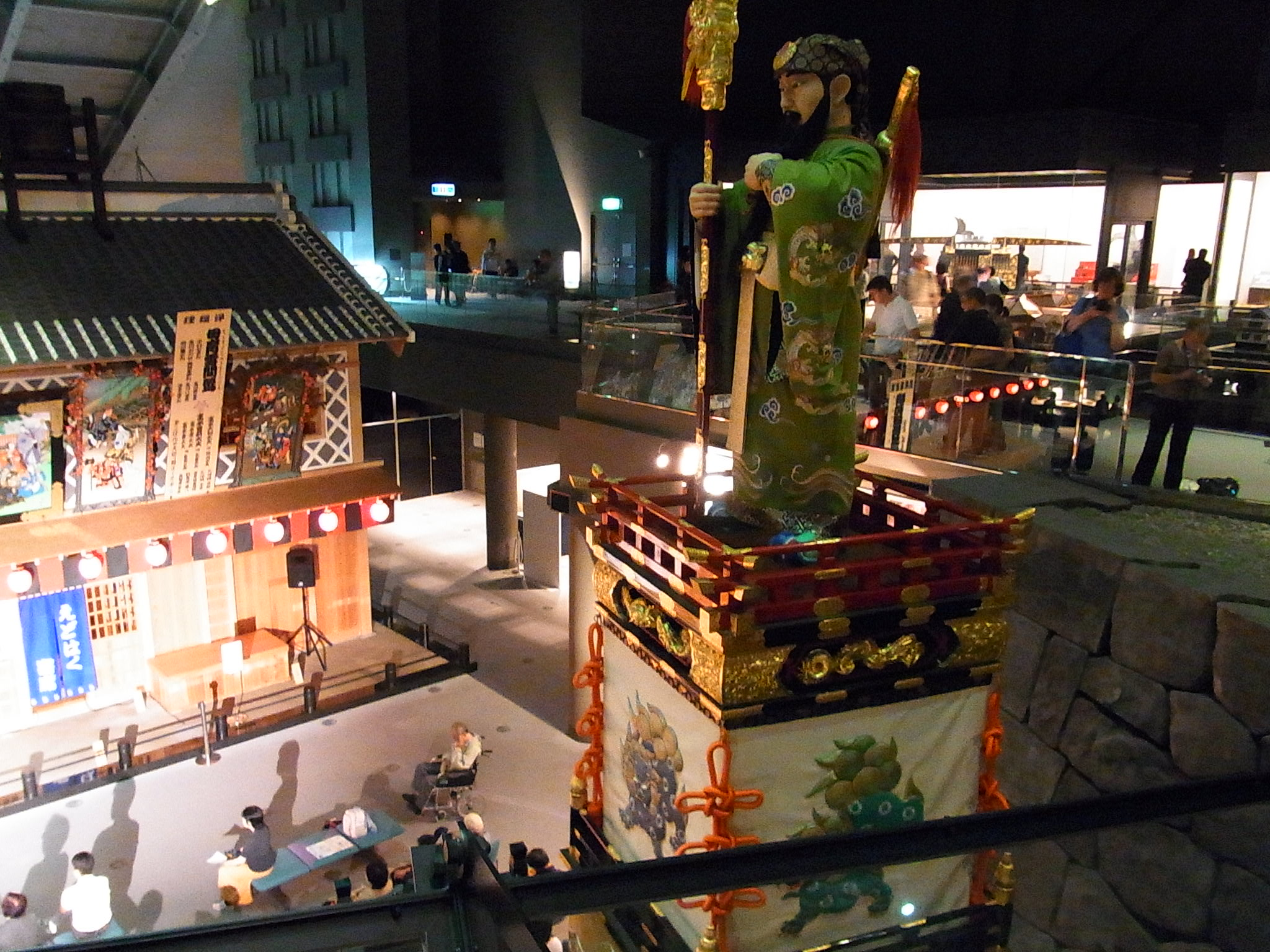
江戸東京博物館に展示されている関羽の山車（鉾台型）。神田祭で神田須田町から出されていた山車を、展示物として復元製作したもの。
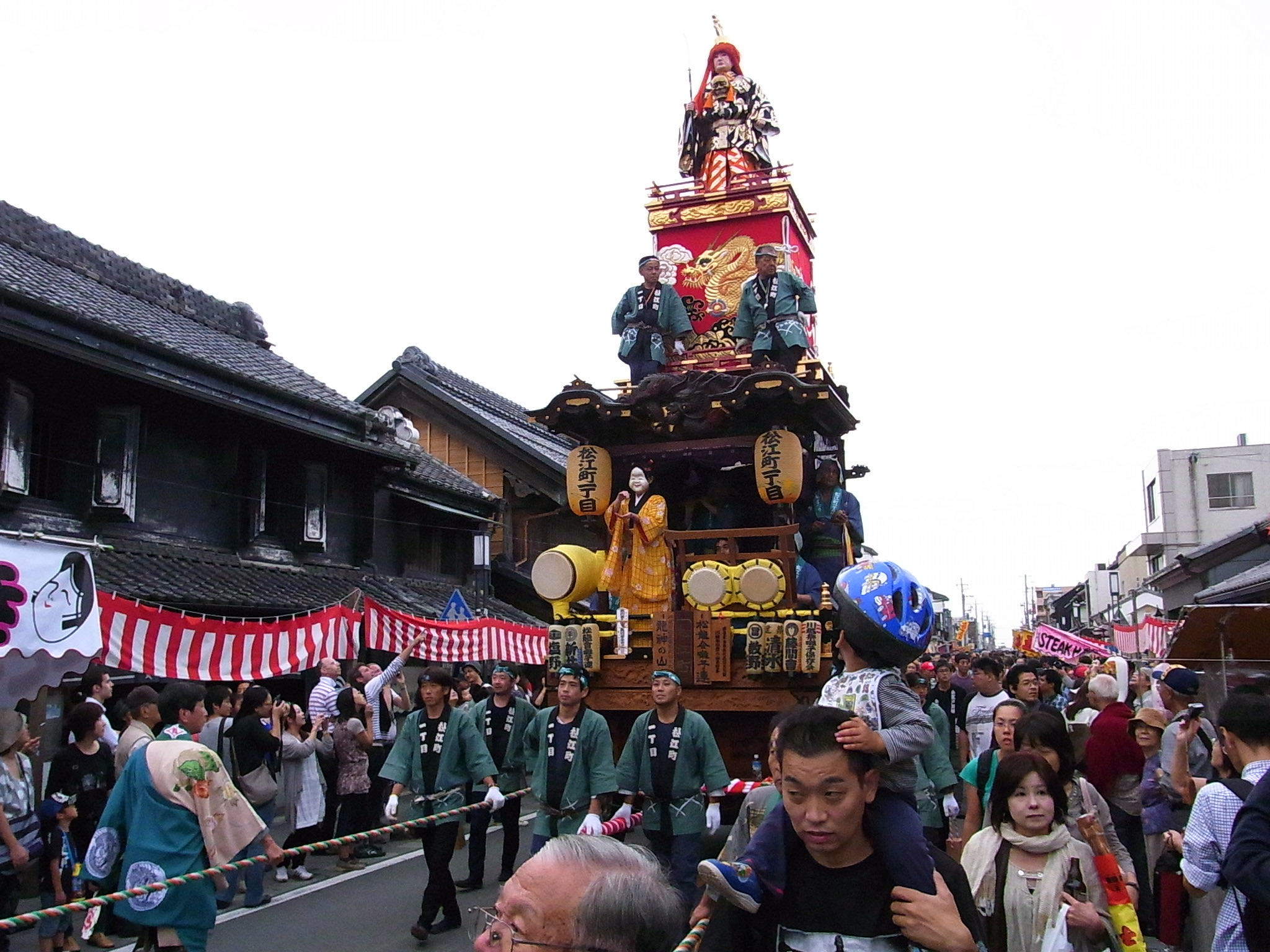
川越氷川祭、鉾台型山車（2010年10月16日撮影）。「龍神」の山車、松江町一丁目自治会、昭和26年（1951年）に屋台が、昭和63年（1988年）に山車が作られた[2]。
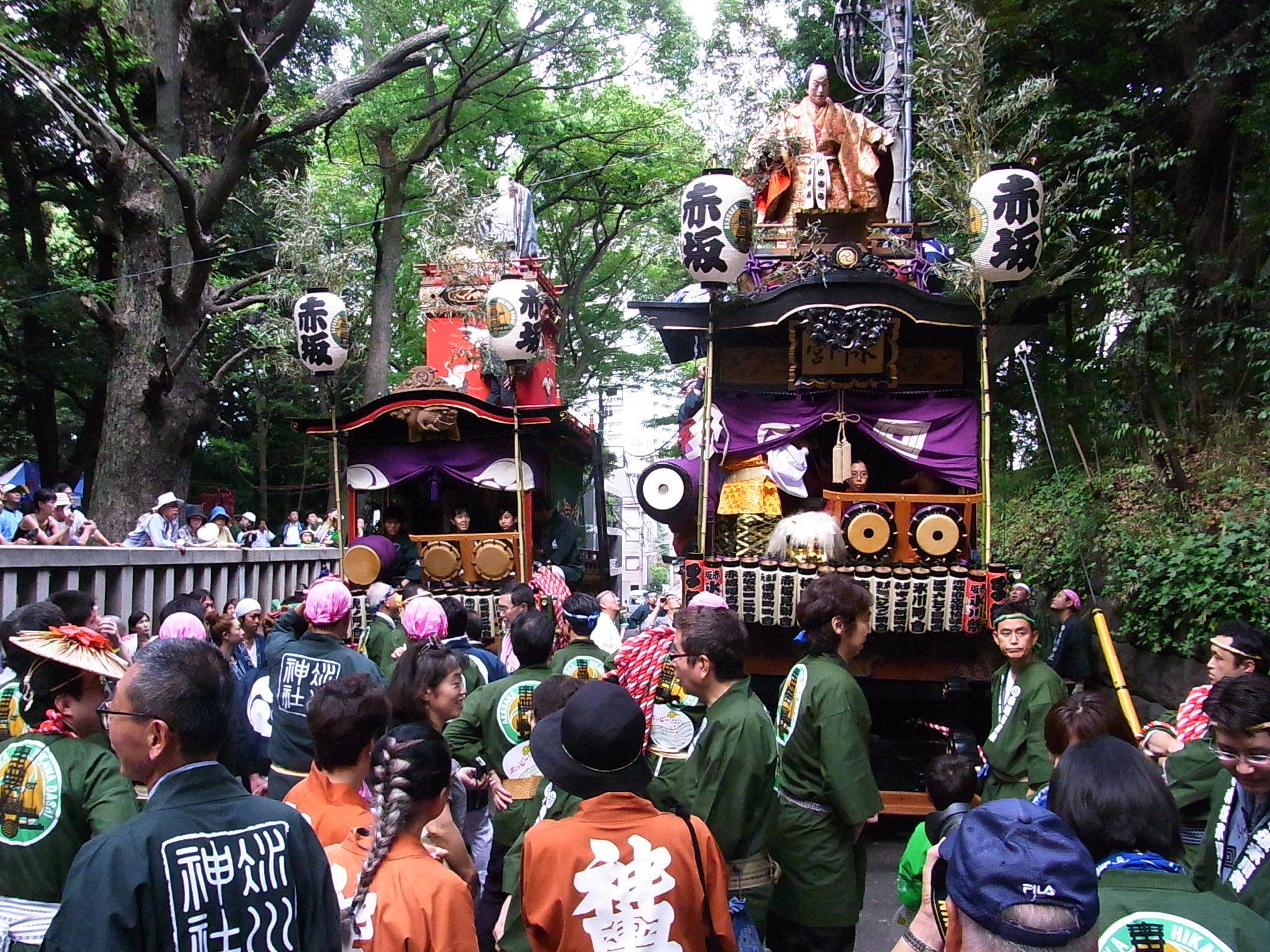
赤坂氷川神社祭礼、鉾台型山車（2010年9月18日撮影）。右側は「猩々」の山車、旧傳馬町一丁目、現赤坂表一二町会[3]。左側は「翁」の山車、旧傳馬町一丁目、現伝馬町町会[4]。